# Hans-Peter Fischer
Hans-Peter Fischer (Friburgo in Brisgovia, 10 luglio 1961) è un presbitero e giurista tedesco, e Prelato Uditore del Tribunale Apostolico della Rota Romana. Fra il 2010 e il 2022 fu rettore del Pontificio Collegio Teutonico di Santa Maria in Campo Santo in Vaticano.

## Biografia e formazione
Nato a Friburgo in Brisgovia, ha conseguito nel 1982 il diploma presso lo Droste-Hülshoff-Gymnasium, prima di iniziare la formazione sacerdotale. Ha conseguito gli studi canonici presso l'Università di Friburgo in Brisgovia e nell'anno accademico 1984/85 ha frequentato la Pontificia Università Gregoriana. Ha ricevuto l'ordinazione diaconale nel dicembre 1987 e l'ordinazione sacerdotale dall'arcivescovo Oskar Saier per l’Arcidiocesi di Fribugo in Brisgovia nel maggio del 1989. 
Nel 1995 ha conseguito il dottorato di ricerca in Storia della Chiesa presso l'Università di Friburgo e la licenza in diritto canonico presso l'Università Ludwig Maximilian di Monaco nel 2001. Durante i suoi studi a Monaco di Baviera, ha fatto parte del collegio Herzogliches Georgianum.

## Ministero sacerdotale
Fischer ha svolto il suo servizio come diacono a Durlach. Dal 1989 al 1991 è stato vicario a Gottmadingen e dal 1992 al 1995 a Bollschweil, presso il monastero di St. Ulrich nella Foresta Nera e a Sölden, dove, terminato il dottorato, venne nominato amministratore parrocchiale per il periodo 1995-1997.
Successivamente, ha servito come assistente pastore alla Heilig-Geist-Kirche a Monaco di Baviera. Dal 2002 al 2010 ha ricoperto la carica di arciprete di Donaueschingen.
Dal 2001 al 2010 ha prestato servizio come Giudice presso i Tribunali ecclesiastici nell'Arcidiocesi di Monaco e Frisinga, e dal 2004 al 2010 presso i Tribunali ecclesiastici dell'Arcidiocesi di Friburgo. Nel 2010 è nominato rettore del Pontificio Collegio Teutonico di Santa Maria in Campo Santo e rettore dell'Arciconfraternita della Madonna Addolorata dei Tedeschi e dei Fiamminghi in Vaticano. Dopo 12 anni in carica, l'8 dicembre 2022 lasciò la carica di rettore del Campo Santo Teutonico.
Dal 2012 al 2013 ha diretto il Centro Pastorale per i Pellegrini di Lingua Tedesca a Roma. Nel novembre 2016 l'arcivescovo Stephan Burger lo ha nominato consigliere diocesano ad honorem (Geistlicher Rat ad honorem), ed il 20 Luglio 2017 Papa Francesco lo ha nominato Prelato Uditore del Tribunale Apostolico della Rota Romana.

## Attività accademica
Tra il 2013 ed il 2016 ha insegnato Teologia Pastorale e Storia della Chiesa presso la Pontificia Università Gregoriana. Dal 2012 è editore della Römische Quartalschrift für Christliche Altertumskunde und Kirchengeschichte.

## Pubblicazioni
- Die Freiburger Erzbischofswahlen 1898 und der Episkopat von Thomas Nörber. Freiburg/München: Alber Verlag. 1997. ISBN 3-495-49941-5.

- Der Campo Santo Teutonico – eine deutschsprachige Exklave im Vatikan (edd. Hans-Peter Fischer e Albrecht Weiland). Regensburg: Schnell & Steiner. 2016. ISBN 978-3-7954-3149-5.

## Onorificenze
2012: Membro dell'Arciconfraternita di Santa Maria dell' Anima
2015: Membro della Venerabile Arciconfraternita di Sant'Anna de' Palafrenieri
2020: Membro dell'Arciconfraternita Gegeißelter Heiland auf der Wies